# Cantó de Bordeus-3

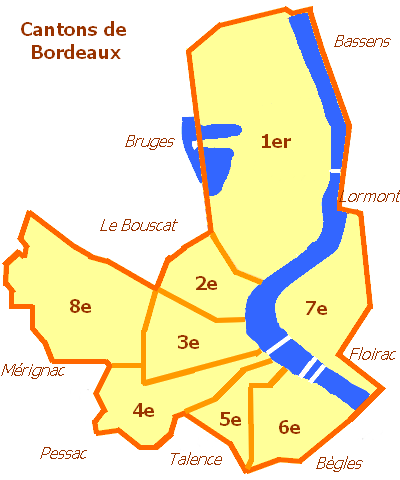
Els 8 cantons de Bordeus

El cantó de Bordeus-3 és un cantó francès del departament de la Gironda, situat al districte de Bordeus. Comprèn part del centre del municipi de Bordeus (quartiers de St-Seurin - Fondaudège i part del de Hôtel de Ville - Quinconces - St-Pierre - St-Éloi).

## Història
| Data d'elecció                           | Identitat         | Partit           | Qualitat |
| ---------------------------------------- | ----------------- | ---------------- | -------- |
| 1945-1951                                | Bertrand Pinsolle | SFIO             |          |
| 1951-1956                                | M. Fleuret        |                  |          |
| 1956-1980                                | Raymond Moynet    | UNR, després UDR |          |
| 1980-2001                                | Hugues Martin     | RPR              |          |
| 2001-                                    | Michel Duchêne    | UMP              |          |
| les dades anteriors no són pas conegudes |                   |                  |          |
|                                          |                   |                  |          |

## Demografia
| 1962 | 1968 | 1975 | 1982 | 1990 | 1999 | 2006   |
| ---- | ---- | ---- | ---- | ---- | ---- | ------ |
| -    | -    | -    | -    | -    | -    | 34.243 |